# Zotter Schokolade
Die Zotter Schokolade GmbH ist ein Hersteller von biologisch und fair produzierter Schokolade mit Sitz in der Ortschaft Bergl der steirischen Gemeinde Riegersburg.

## Geschichte

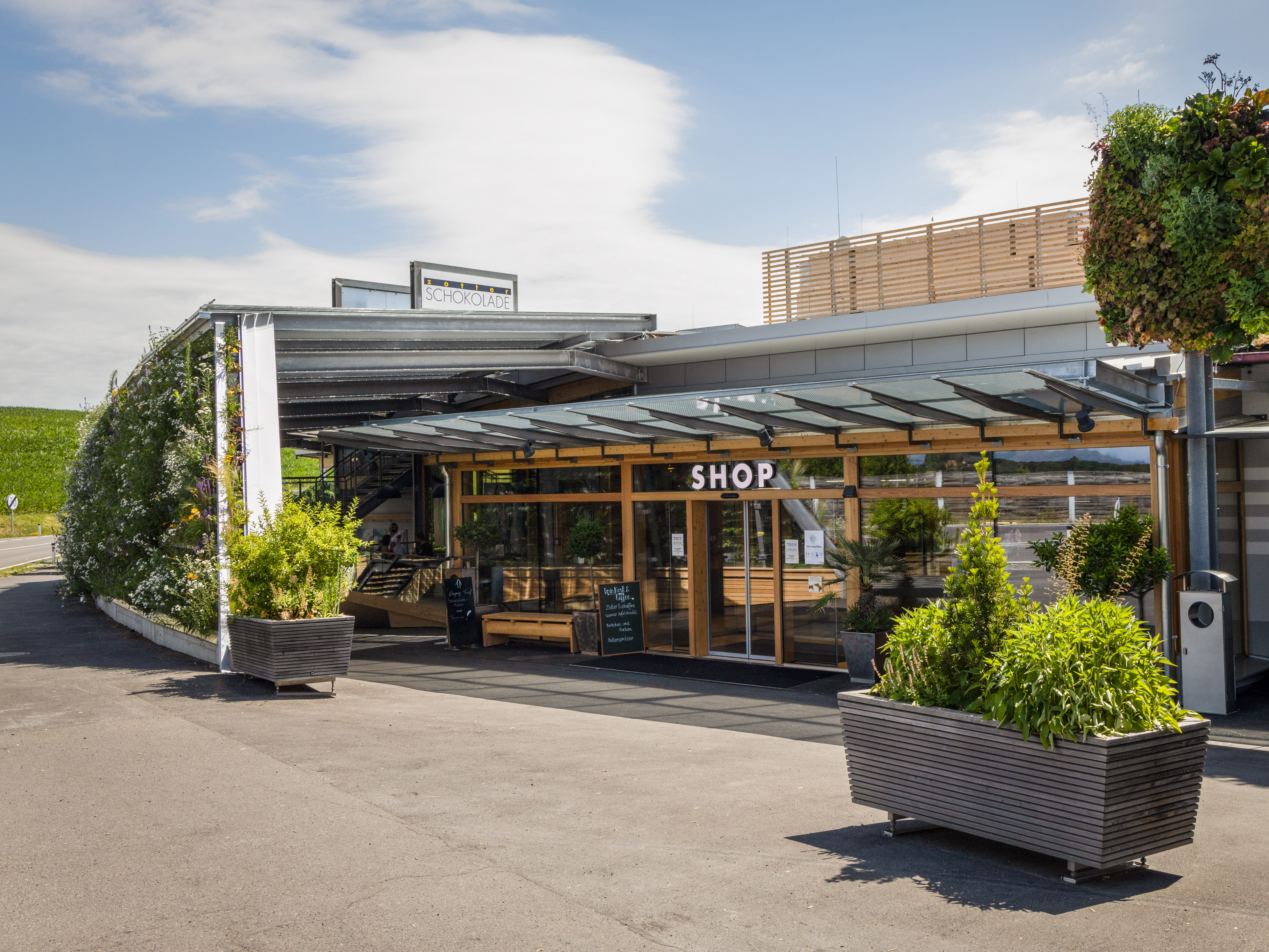
Schokoladenfabrik Zotter in Bergl bei Riegersburg

Koch und Konditor Josef Zotter führte ab 1987 eine Konditorei mit vier Filialen, mit der er 1996 in Insolvenz ging. Nach einer Zeit des Übergangs mit dem einzig verbliebenen Lokal gründete er 1999 die Zotter Schokolade GmbH. Zwar hatte er schon seit 1992 Schokoladen hergestellt, jedoch widmete er sich erst mit dem neuen Unternehmen ganz der Schokoladenherstellung. Die Produktion der Schokoladenmanufaktur startete im Stall des Bauernhofs der Zotters.
2004 wurde Zotter Vertragspartner von Fair-Trade. Seit August 2006 werden für das Sortiment nur noch Bio-Rohstoffe bezogen. Zotter nahm 2007 eine eigene Kakaorösterei in Betrieb, in der die Kakaobohne von der Röstung bis zur Conche im eigenen Werk veredelt wird (Bean-to-bar-Produktionsweise). 2014 eröffnete Josef Zotter eine Schokoladen-Erlebniswelt in Shanghai.

## Unternehmensangaben

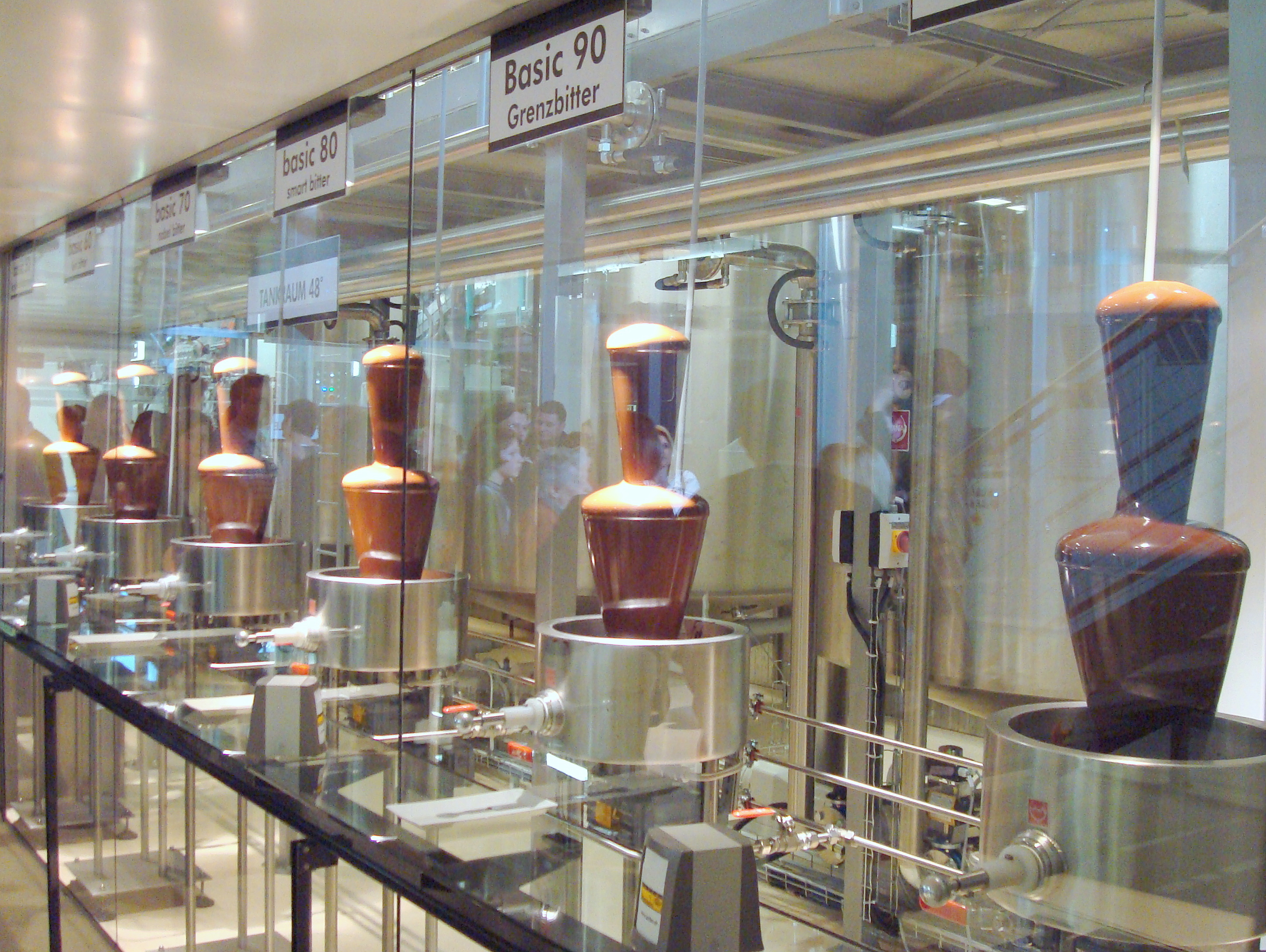
Schokobrunnen im Rahmen der Besichtigungstour im Schoko-Laden-Theater

Das Unternehmen erzielte 2021 rund 29 Millionen Euro Umsatz und verzeichnete knapp 200.000 Besucher im Schoko-Laden-Theater, einer Erlebniswelt in Bergl bei Riegersburg.

## Produkte

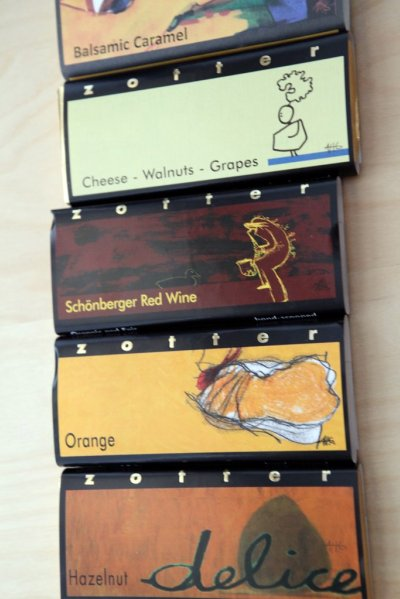
Zotter Schokoladentafeln

Zotter produziert rund 370 verschieden gefüllte Schokoladen. 1998 wurde das Sortiment um Trinkschokolade in verschiedenen Sorten erweitert. 2007/2008 kamen reine Kuvertüren in 130 g-Barren oder Großgebinden unter der Bezeichnung BASiC hinzu und ab 2009 Pralinen. 2012 nahm Zotter eine Kaffeerösterei für Bio- und Fairtrade-Kaffee in Betrieb.

## Auszeichnungen
2013 gewann Zotter in der Kategorie Nachhaltigkeit den European Business Award auf nationaler Ebene als Ruban d’Honneur 2012/13.
Das Feinschmeckermagazin Falstaff zählte Zotter 2021 zu den besten Schokoladenmachern der Welt.
2022 wurde Unternehmensgründer Josef Zotter mit der „Goldenen Uhr“ vom Sweets Global Network in Hamburg für sein Lebenswerk geehrt. Außerdem holte er vier Goldene und zwei Silberne beim internationalen Konditorenwettbewerb.